# Maria Pourchet

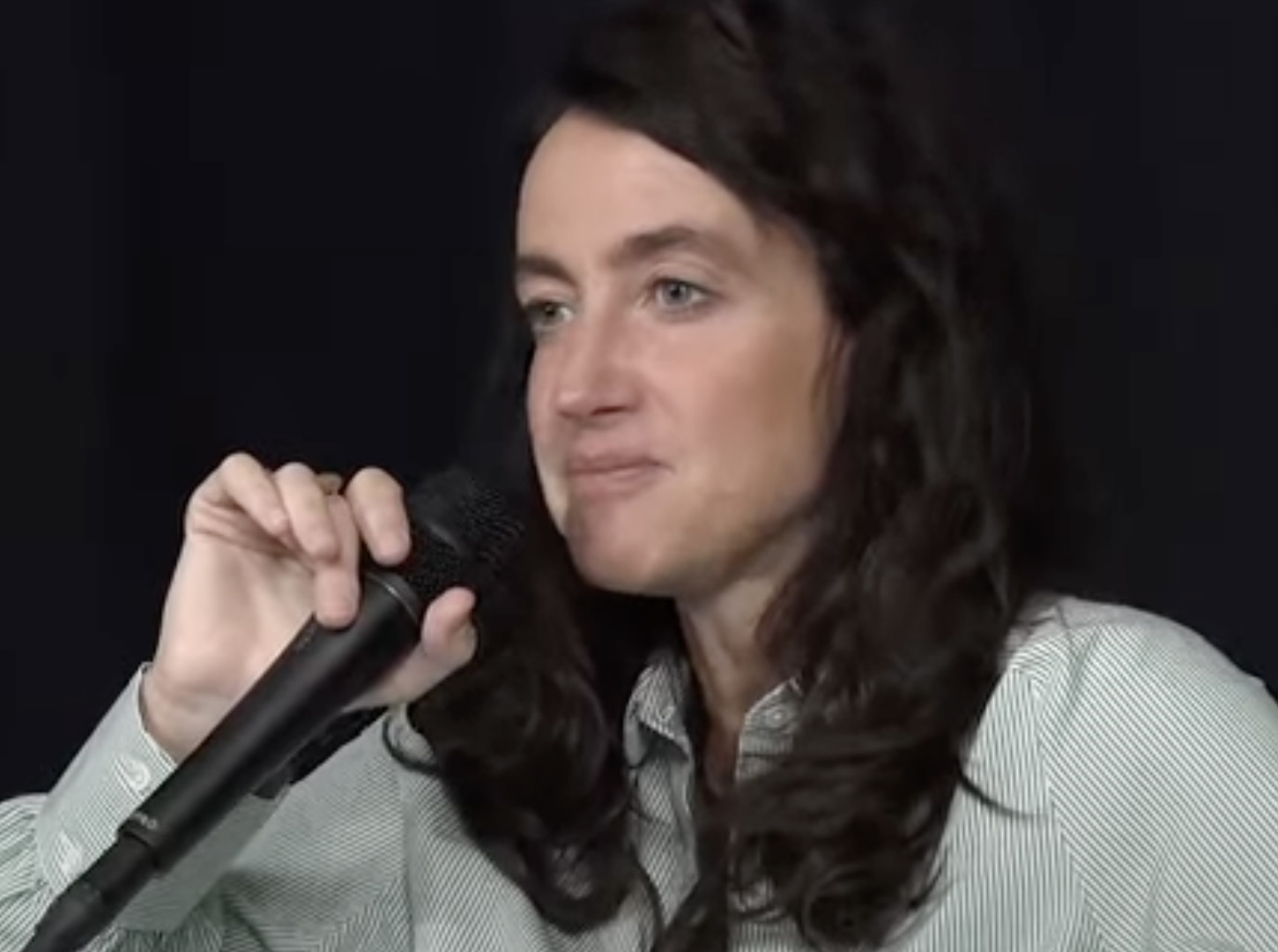
Maria Pourchet

Maria Pourchet (geboren am 5. März 1980 in Épinal) ist eine französische Schriftstellerin. Ihre Romane sind u. a. bei Éditions Gallimard in der Collection Blanche erschienen.
Von Maria Pourchet erschien in Deutschland der Roman Feuer im Verlag Luchterhand.

## Biografie
Pourchet studierte Soziologie und arbeitete währenddessen bei der Tageszeitung Metz. Anschließend zog sie nach Paris und arbeitete dort sowohl als Beraterin als auch als Kultursoziologin.

## Werk
Pourchet schrieb mehrere Romane und wurde in Hinsicht auf Stil und Figurenschilderung verschiedentlich mit Michel Houellebecq verglichen. Außerdem schrieb sie für das französische Fernsehen gemeinsam mit Bernard Faroux den Dokumentarfilm Writers on a Set: A History of the Book.

## Auszeichnungen
- 2023: Prix de Flore für Western[4]